# Alexander-von-Humboldt-Medaille (Gesellschaft für Erdkunde)
Die goldene Alexander-von-Humboldt-Medaille ist eine 1878 gestiftete Auszeichnung der Gesellschaft für Erdkunde zu Berlin. Sie wurde bis 1984 insgesamt vierzehnmal vergeben.

## Preisträger
- 1878: Nikolai Prschewalski
- 1893: Challenger-Expedition (zu Händen von John Murray)[2]
- 1897: Fridtjof Nansen[3]
- 1909: Sven Hedin
- 1912: Roald Amundsen[4][1]
- 1928: Alfred Merz (posthum)[1]
- 1953: Hermann Haack[5]
- 1959: Hermann Lautensach, Carl O. Sauer[6]
- 1970: Eduard Imhof[7]
- 1973: Julius Büdel[4][1]
- 1978: Hans Boesch, Chauncy Harris[8]
- 1984: Herbert Wilhelmy